# Liste des rois de Munster
Le nom de Munster dérive du gaélique Muman (déesse). La province du Munster était jadis divisée en six régions : Tuadh Mhuman (nord Munster), Des Mhuman (sud Munster), Aur/Ur Mumhan (est Munster), Iar Mumhan (ouest Munster), Ernaibh Muman (la portion du Munster de la tribu des Ernai), and Deisi Muman (la portion du Munster de la tribu des Deisi). 
Elles finirent toutes par être incluses dans les royaumes de Thomond (nord), Desmond (sud), et Ormond (est). Ces derniers royaumes furent eux-mêmes absorbés par renonciation et restitution dans le Pairie d'Irlande comme comtés. Ces noms n'existent plus qu'indirectement aujourd'hui, en particulier pour le comté de Thomond. Les trois couronnes représentent ces trois royaumes.
Selon la tradition Ailill Aulom, le premier roi protohistorique de Munster partagea son royaume entre ses deux fils Éogan Mór et Cormac Cas. Il légua au premier le Deas Mumhan (Desmond) et au second le Tuaidh Mumhan (Thomond), en spécifiant que la dignité de roi de Munster appartiendrait tour à tour aux descendants de chacun d'eux.
Les descendants d'Éogan Mór furent les Eóganachta plus tard Mac Carthaigh de Desmond et ceux de Cormac Cas les Dál gCais  plus tard Ua Briain de Thomond. L'ordre de succession prévu par Aillil Olum ne fut pas respecté et la plupart des rois de Munster furent des Eoghanacht jusqu'à la fin du Xe siècle. À cette époque Mathgamain et Brian, les deux fils de Cennetig mac Lorcan (mort en 951), issus des Dál Cais, prirent la tête de la lutte contre les Scandinaves établis à Limerick et le contrôle du Munster.
Sauf indication contraire, les dates spécifiées sont les dates d'accession et de mort.

## Premiers rois du Munster duVeauXesiècle
Dynasties Eóganachta : 
- Eóganacht Chaisil = EC
- Eóganacht Áine = EA
- Eóganacht Airthir Chlíach = EAC
- Eóganacht Glendamnach = EG
- Eóganacht Raithleann = ER
- Eóganacht Locha Léin = ELL

Rois et appartenance dynastique, sauf indication contraire : 
- Conall Corc mac Lugaid, fondateur de Cashel, EC
- Nad Froích mac Cuirc, EC
- Óengus mac Nad Froích, premier roi chrétien, mort vers 490/492, EC
- Dauí Iarlaithe mac Maithni, ELL
- Feidlimid mac Óengusa, mort vers 500, EC
- Eochaid mac Óengusa, mort vers 522/523, EG
- Crimthann Srem mac Echado, mort vers 542, EG
- Coirpre Cromm mac Crimthainn, mort vers 579/580, EG
- Fergus Scandal mac Crimthainn, vers 579/580 - 583, EAC
- Feidlimid mac Tigernaig, vers 582 - 590/593, ER
- Feidlimid mac Coirpri Chruimm, vers 582/588 - 596, EG
- Garbán mac Éndai, vers 596, EA
- Amalgaid mac Éndai, vers 596 - 601, EA
- Fíngen mac Áedo Duib, mort vers 619, EC
- Áed Bennán mac Crimthainn, mort vers 618, ELL
- Cathal mac Áedo Flaind Chathrach, mort vers 628, EG
- Faílbe Flann mac Áedo Duib, mort vers 637/639, EC
- Cúán mac Amalgado, mort vers 641, EA
- Máenach mac Fíngin, mort vers 662, EC
- Cathal Cú-cen-máthair mac Cathaíl, mort vers 665/666, EG
- Colgú mac Faílbe Flaind, mort vers 678, EC
- Finguine mac Cathail Con-cen-máthair, mort vers 695/696, EG
- Eterscél mac Máele Umai, abdique vers 698, mort vers 721, EA
- Ailill mac Cathail, mort vers 701, EG
- Cormac mac Ailello, mort vers 713, EC
- Eterscél mac Máele Umai (peut-être roi pour la seconde fois ?), mort vers 721, EA
- Cathal mac Finguine, mort vers 742, EG
- Cathussach mac Eterscélai, EA
- Máel Dúin mac Áedo, mort vers 786, ELL
- Ólchobar mac Flainn, mort vers 796/797, Uí Fidgenti
- Ólchobar mac Duib-Indrecht, mort vers 805, EA
- Artrí mac Cathail, mort vers 821, EG
- Tnúthgal mac Artrach, mort vers 807, EG
- Tnúthgal mac Donngaile, mort vers 820, EC
- Feidlimid mac Cremthanin, mort vers 847, EC
- Ólchobar mac Cináeda, mort vers 851, ELL
- Áilgenán mac Donngaile, mort vers 853, EC
- Máel Gualae mac Donngaile, mort vers 859, EC
- Cenn Fáelad hua Mugthigirn, mort vers 872, EAC
- Dúnchad mac Duib-dá-Bairenn, mort vers 888, EC
- Dub Lachtna mac Máele Gualae, mort vers 895, EC
- Finguine Cenn nGécán mac Lóegairi , mort vers 902, EC
- Cormac mac Cuilennáin, mort vers 908, EC
- Flaithbertach mac Inmainén, (ascendance incertaine, peut-être du Múscraige), mort vers 944
- Lorcán mac Coinlígáin, EC
- Cellachán Caisil mac Buadacháin, mort vers 954, EC
- Máel Fathardaig mac Flainn, mort vers 957, EC
- Dub Dá Bairenn mac Domnaill, mort vers 959, ER
- Fer Gráid mac Cléirig, mort vers 961, EC
- Donnchad mac Cellacháin, mort vers 963, EC

## Rois du Munster 963 - 1194
Du Dál gCais, ou Eóganacht, si marqué (E).
- 963/969-976 : Mathgamain mac Cennétig,
- 976-978 : Máelmuad mac Brain, mort en 978 (ER)
- 978-1014: Brian Bóruma mac Cennétig, mort en 1014
- 1014-1024 : Dúngal mac Máel Fothardaig Ua Donnchada, mort en 1025 (EC)
- 1014-1063 : Donnchad mac Briain. Ard ri Érenn de 1040 à 1064 mort en 1065.
- 1014-1023 : Tagd mac Briain
- 1063-1086 : Toirdhealbhach mac Taigd Ua Briain. Ard ri Érenn de 1072 à 1086.
  - 1064-1068 : Murchad mac Donnchada Righ Domma (héritier) de Munster tué en 1068
- 1086-1114 : Muircheartach mac Toirdhealbhach Ua Briain. Ard ri Érenn de 1086 à 1119.
  - 1086-1086: Tadg mac Toirdhealbhach Ua Briain
  - 1086-1115 : Domnall mac Tadg Ua Briain
  - 1086-1086 : Diarmaid mac Toirdhealbhach Ua Briain
- 1114-1115 : Diarmaid mac Toirdhealbhach Ua Briain rétabli
- 1115-1116 : Muircheartach mac Toirdhealbhach Ua Briain. Ard ri Érenn de 1086 à 1119.
- 1116-1118 : Diarmaid mac Toirdhealbhach Ua Briain rétabli mort en 1118
- 1118-1119 : Muircheartach mac Toirdhealbhach Ua Briain. Ard ri Érenn de 1086 à 1119
- 1118-1167 : Toirdhelbach mac Diarmata Ua Briain († 1167) Leth-rí;
  - 1118-1118 : Brian mac Murchada Ua Briain († 1118)  ;
  - 1118-1142 : Conchobar mac Diarmata Ua Briain Leth rí
  - 1122-1123 : Tadg Gláe mac Diarmata Ua Briain rétabli en 1152 († 1154) ;
- 1167-1168 : Muircheartach mac Toirdhealbhach Ua Briain († 1168) ;
- 1168-1194 : Domnall Mor mac Toirdhealbhach Ua Briain († 1194) ;
  - 1118-1123 : Tadg mac Muiredaig meic Cárthaig (EC), déposé († 1124) ;
  - 1123-1138 : Cormac mac Muiredaig mac Carthaigh (EC)
  - 1138-1143 : Donnchad Mac Muiredaig mac Cárthaigh  (EC) († 1144)
  - 1143-1175 : Diarmait mac Cormaic mac Carthaigh (EC) déposé ;
  - 1175-1176 : Cormac Liathánach mac Diarmata mac Carthaigh (EC)
  - 1176-1185 : Diarmait mac Cormaic mac Carthaigh (EC) rétabli † le 25 avril 1185.

La dignité de roi de Munster (Rí Muman) cessa définitivement d'exister en 1194 après la mort de Domnall mac Toirdhealbhach, mais il y eut des rois de Desmond (Rí Desmuman) qui signifie Munster du Sud et de Thomond (Rí Tuadmuman - Munster du nord), jusqu'au XVIe siècle.

## Sources
- (en) Irish Kings and High Kings, Francis J. Byrne, Four Courts Press Dublin, (2001).  (ISBN 1-85182-196-1)
- (en) A New History of Ireland, Vol. IX, ed. Moody, Martin & Byrne; Oxford, [1984].
- (en) The Kingship and landscape of Tara Table 9 « Early Éoganachta  »(p. 356-357) Edel Bhreathnach, Editor Four Courts Press; Ltd Dublin [2005].